# 岡瑟氏裂盤鯰
岡瑟氏裂盤鯰，為輻鰭魚綱鯰形目甲鯰科的其中一種，為亞熱帶淡水魚，分布於南美洲巴西東南部淡水流域，體長可達4公分，棲息在沙石底質、水質清澈的溪流底層水域，以藻類為食，生活習性不明。